# Lynchningarna i St. Charles 1904
Lynchingarna i St. Charles 1904 ägde rum i mars 1904 i staden St. Charles i östra Arkansas, USA. Den 21 mars hade en vit man vid namn Jim Searcy hamnat i slagsmål med en svart man som hette Griffin om ett parti hasardspel. Griffin arresterades för misshandel och poliskonstapeln sa till honom att han skulle hängas varpå Griffin slog konstapeln och rymde. Dagarna därpå tog en vit mobb form, inklusive personer från landsbygden och kringliggande orter, med avsikt att hitta den afroamerikanske rymlingen. De red på onsdagen 23 mars runt och hotade alla afroamerikaner de såg, de som gjorde motstånd sköts på plats. Runt 60-70 afroamerikanska män, kvinnor och barn drevs från sina hem till ett lager vilket mobben planerade bränna ner. Enligt ett ögonvittne hade flera deltagare för avsikt att "utrota negerrasen" medan andra i mobben försökte skona de afroamerikaner de själva kände. Torsdagen den 24 mars stormades byggnaden av mobben, sex män valdes ut ur de instängda som släpades till landsvägen där de radades upp och arkebuserades.
Tidningen Arkansas Gazette publicerade den 27 mars namnen på samtliga de dödade männen: Abe Bailey, Mack Baldwin, Will Baldwin, Garrett Flood, Randall Flood, Aaron Hinton, Will Madison, Charley Smith, Jim Smith, Perry Carter, Kellis Johnson, Henry Griffin och Walker Griffin (de två sistnämnda, varav Walker Griffin var den som ursprungligen arresterades, dödades på lördagen). Kanske var det den dödligaste masslynchningen i USA, totalt 13 personer dödades under fyra dagar i en ort vars befolkning låg på runt 500 invånare.
Fallet utreddes knappt av myndigheterna, ingen förhördes, arresterades eller dömdes för något av morden och än idag är masslynchningen föga känd.